# Rhönblick
Rhönblick è un comune di 2 643 abitanti della Turingia, in Germania.
Appartiene al circondario (Landkreis) di Smalcalda-Meiningen (targa SM) ed è indipendente delle comunità amministrative (Verwaltungsgemeinschaft).